# Meet the Barkers
Meet the Barkers, ou Bienvenue chez les Barker au Québec, est une émission de téléréalité en seize épisodes de 25 minutes diffusée entre le 6 avril 2005 et le 7 février 2006 sur MTV.

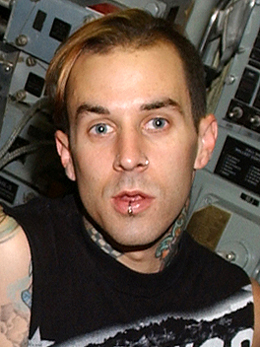
Travis Barker

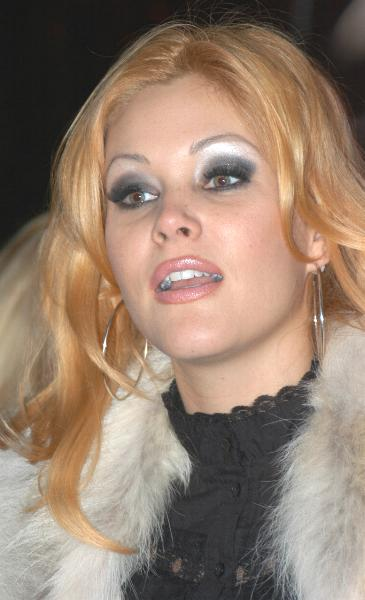
Shanna Moakler

Au Québec, elle est diffusée à partir du 1er mai 2006 à MusiquePlus.
L'émission devint populaire quand elle fut rachetée et reprogrammée sur la chaîne MuchMusic au Canada après le divorce tumultueux de Barker et Moakler et l'accident d'avion qui faillit coûter la vie à Travis Barker.

## Synopsis
Elle suit la vie de tous les jours de Travis Barker, batteur des groupes Blink 182, +44, The Transplants, Expensive Taste et Box Car Racer, et sa femme Shanna Moakler ex-Miss America ainsi que leurs trois enfants.

## Distribution

### Membres de la famille
- Travis Barker, né le 14 novembre 1975 à Fontana en Californie, est le batteur du groupe pop punk Blink 182, ainsi que des groupes +44, The Transplants, Expensive Taste et Box Car Racer. En plus de suivre Travis à travers sa vie de musicien, on peut le suivre gérer sa ligne de vêtement Famous Stars and Straps, sa maison de disques LaSalle Records et sa ligne de chaussures chez DC Shoes.
- Shanna Moakler, née le 28 mars 1975 à Providence, Rhode Island, est une ancienne Miss America, modèle pour Playboy, et actrice, notamment dans la série Pacific Blue (1998–2000).
- Atianna de la Hoya, née le 29 mars 1999, est l'enfant de Shanna avec son premier mari le boxeur Oscar de la Hoya.
- Landon Asher Barker, né le 9 octobre 2003, fils de Barker et Moakler.
- Alabama Luella Barker, née le 24 décembre 2005, fille de Barker et Moakler.

### Entourage
- Mark Hoppus et sa femme Skye, membre de Blink 182 et +44 avec Travis et ami proche du couple.
- Tom Delonge, membre de Blink 182 et Box Car Racer avec Travis et ami de ce dernier.
- Lil'Chris, assistant personnel de Travis, il perdit la vie en 2008 lors de l'accident d'avion avec Travis et DJ Am.
- Tim Armstrong, membre de The Transplants et ami de Travis.
- Rob Aston, membre de Expensive Taste et The Transplants et ami de Travis.

## Liste des épisodes

### Première saison (2005)
1. It's Moving Day for the Barkers!
2. Mr Mom
3. The Juicy Black Dress
4. Wedding Issues
5. Barkers' Bachelor Party
6. Travis' Birthday Bash
7. Thanksgiving!
8. On the Road Again
9. Christmas
10. Barkers Head to Hawaii

### Deuxième saison (2006)
1. The Barkers are Back!
2. Happy Birthday Travis
3. Gettin' to Work
4. The $10,000 Christmas Tree
5. Home Furnishing Disaster
6. An Alabama Christmas